# Polyommatus eros
Polyommatus eros är en fjärilsart som beskrevs av Ferdinand Ochsenheimer 1808. Polyommatus eros ingår i släktet Polyommatus och familjen juvelvingar. Inga underarter finns listade i Catalogue of Life.

## Bildgalleri

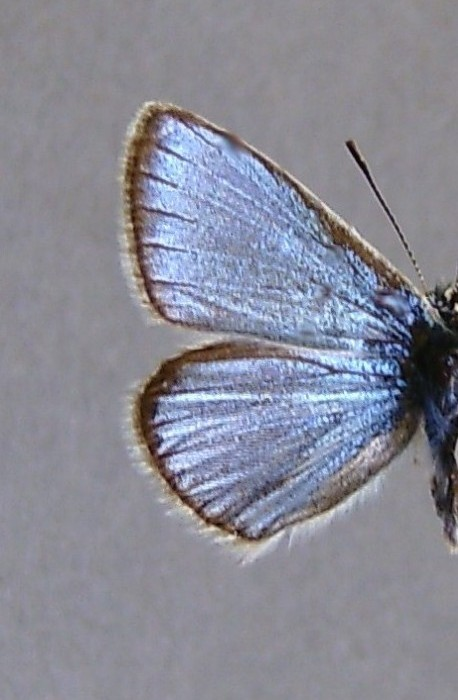
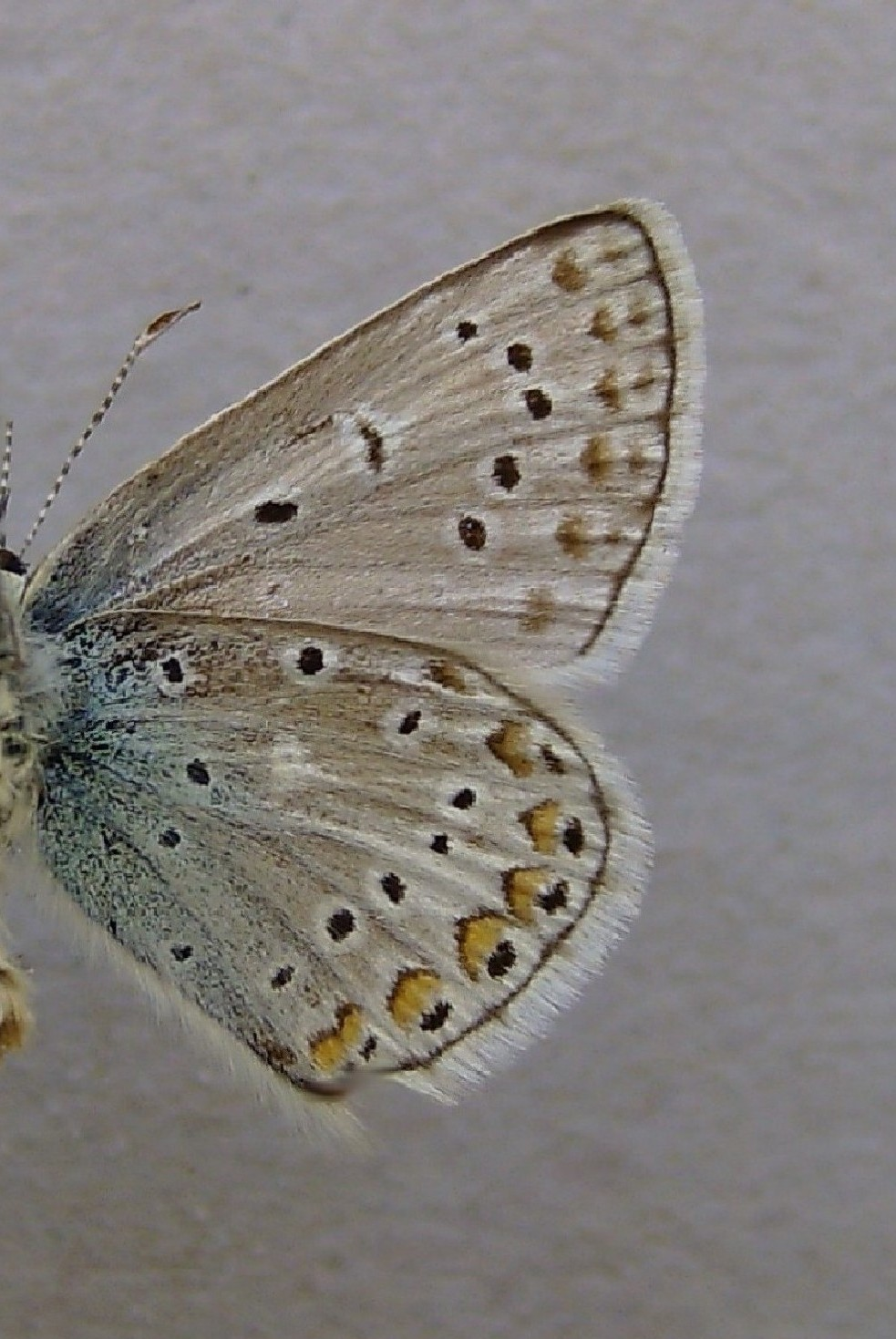